# Petar Bašić (nogometaš)
Petar Bašić (Sinj, 24. srpnja 1984.), hrvatski nogometaš.
Nogometnu karijeru započeo je u Zadru. Godine 2006. prelazi u Solin, a iduće sezone igra za tadašnjeg trećeligaša Junak. Od sezone 2008./09. igra za Šibenik.
Odigrao je i 3 prijateljske utakmice za Hajduk.

## Vanjske poveznice
- HNL statistika